# Thai Sa
Thai Sa (tiếng Thái: ท้ายสระ, ?–1733) là vị vua của triều Ban Phlu Luang tại vương quốc Ayutthaya từ năm 1709 đến năm 1733.

## Hậu duệ
Ông có chín con trai và bảy con gái. 
- Vương tử 
  - Vương tử Thep
  - Vương tử Surenthra Phithak (Narenthon)
  - Vương tử Aphai (cha của Chao Chui (Chiêu Thúy, 昭翠))
  - Vương tử Poramet
  - Vương tử Thap
  - Vương tử Settha
  - Vương tử Prik
- Vương nữ
  - Vương nữ Prathum
  - Vương nữ Sombunkhong